# São Sebastião da Boa Vista
São Sebastião da Boa Vista è un comune del Brasile nello Stato del Pará, parte della mesoregione di Marajó e della microregione di Furos de Breves.